# مجموعة NGC 4631
مجموعة إن جي سي 4631 المجرية هي مجموعة من المجرات غير واضحة الحدود والمعالم، تقع على بعد حوالي 25 مليون سنة ضوئية من الأرض في كوكبتي
السلوقيان والهلبة.
مجرة الحوت ألمع مجرة في المجموعة  وتضم المجموعة أيضا المجرات المتفاعلة NGC 4656 وNGC 4657 وNGC 4656 وNGC 4657.
التي يطلق عليها ( مجرات عصا الهوكي )
المجرة إن جي سي 4631 لديها مجرة رفيقة قريبة وهي المجرات الإهليلجية القزمة، إن جي سي 4627. توقع المجموعة في منطقة مزدحمة نسبيا من السماء بالقرب من عنقود العذراء المجري، التحديد الدقيق للاعضاء المجموعة هو في غاية الصعوبة. وقد قدرت بعض الدراسات أن مجموعة إن جي سي 4631 تحتوي فقط على 5 مجرات.